# (9453) Mallorca
(9453) Mallorca es un asteroide que forma parte del cinturón de asteroides y fue descubierto el 19 de marzo de 1998 por Rafael Pacheco y Ángel López Jiménez desde el Observatorio Astronómico de Mallorca, en Costich, España.

## Designación y nombre
Mallorca recibió al principio la designación de 1998 FO1.
Posteriormente, en 1999, se nombró por la isla española de Mallorca, lugar de descubrimiento del asteroide.

## Características orbitales
Orbita a una distancia media de 2,981 ua del Sol, pudiendo acercarse hasta 2,71 ua y alejarse hasta 3,251 ua. Su excentricidad es 0,09077 y la inclinación orbital 10,44 grados. Emplea en completar una órbita alrededor del Sol 1880 días: su movimiento medio sobre el fondo estelar es de 0,1915 grados por día.

## Características físicas
La magnitud absoluta de Mallorca es 13,1.